# Маний Валерий Месала Поцит
Маний Валерий Месала Поцит (на латински: Manius Valerius Messala Potitus) e сенатор на ранната Римска империя през 1 век пр.н.е. и 1 век.
Той произлиза от фамилията Валерии и е син на Поцит Валерий Месала (суфектконсул 29 пр.н.е.). Брат е на Луций Валерий Месала Волез (консул 5 г.).
Около 5 пр.н.е. Маний e монетарий.